# Liviu Ganea
Liviu Adrian Ganea (* 23. Februar 1988 in Bukarest) ist ein rumänischer ehemaliger Fußballspieler auf der Stürmerposition.

## Karriere
Ganea begann seine Karriere bei Dinamo Bukarest, wo er zu Beginn der Saison 2005/06 in den Kader der ersten Mannschaft aufrückte. Am 15. Oktober 2005 kam er im Spiel gegen CFR Cluj zu seinem ersten Einsatz in der Divizia A (heute Liga 1). Es blieb sein einziger Einsatz, denn er spielte zumeist in der zweiten Mannschaft, die seinerzeit in der Divizia B antrat.
Da Ganea nur auf wenige Einsätze kam, wechselte er zu Beginn der Saison 2008/09 zum Aufsteiger CS Otopeni, um Spielpraxis zu sammeln. Nach dem Abstieg Otopenis schloss er sich ein Jahr später Astra Ploiești an. Im Sommer 2010 kehrte er zu Dinamo Bukarest zurück. Er avancierte zum Stammspieler, erreichte mit Dinamo das Pokalfinale und qualifizierte sich für die Europa League. In der Winterpause 2011/12 verließ er den Herbstmeister und wechselte zu CFR Cluj. In seinem neuen Klub kam er über die Rolle des Ergänzungsspielers nicht hinaus, gewann aber die Meisterschaft 2012. Für die Saison 2013/14 wurde er an Ligakonkurrent CS Concordia Chiajna ausgeliehen. Ein Jahr später kehrte er nach Cluj zurück, das ihn umgehend an den FC Brașov transferierte. Mit dem Klub musste er am Ende der Spielzeit 2014/15 absteigen und wechselte zu CSMS Iași. Nach lediglich drei Einsätzen schloss er sich Anfang 2016 Zweitligist FC Academica Clinceni an. Nach über einem Jahr ohne Verein spielte er von 2017 bis 2019 für Carmen Bukarest.

## Nationalmannschaft
Ganea bestritt am 8. Februar 2011 im Rahmen eines Turniers auf Zypern gegen die Ukraine sein erstes Länderspiel, als er in der 68. Minute für Sabrin Sburlea eingewechselt wurde.

## Erfolge
- Rumänischer Meister: 2007, 2012